# Saràtovka
Saràtovka (en rus: Саратовка) és un poble de la República de Buriàtia, a Rússia, segons el cens del 2010 tenia 210 habitants.